# Più presso a te, Signor

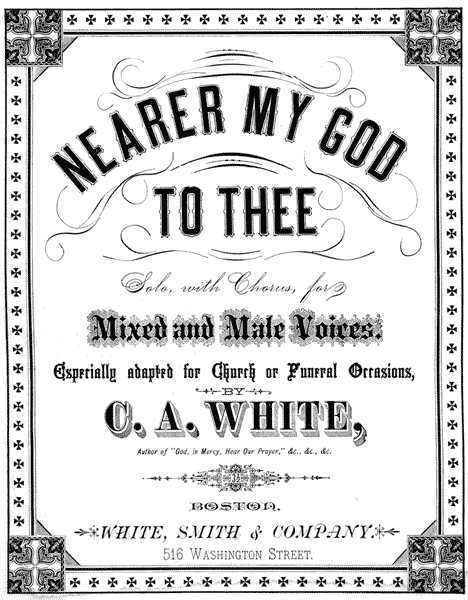
Copertina del 1881.

Più presso a te, Signor, traduzione italiana di Nearer, My God, to Thee, è un inno cristiano del XIX secolo, scritto dalla poetessa britannica Sarah Flower Adams (1805-1848) basandosi sul sogno di Giacobbe raccontato nel Libro della Genesi (28,11–19) e sulla canzone del 1865 Bethany scritta dall'americano Lowell Mason (1792-1872). In Italia, l'inno è il numero 316 dell'innario cristiano ed è noto anche con il titolo Credo in te, Signor, che però si allontana di più dalla traduzione originale.
L'inno ha la fama di essere stato, probabilmente, l'ultimo brano suonato dall'orchestra di bordo del transatlantico Titanic prima del suo tragico inabissamento, avvenuto durante la notte tra il 14 e il 15 aprile 1912 a causa dello schianto contro un iceberg. Tutti i membri dell'orchestra, guidata dal violinista Wallace Hartley, sono morti nel naufragio, e le testimonianze dei superstiti riguardo all'ultimo brano suonato sono contraddittorie, per cui non si sa di preciso se la leggenda sia veritiera o meno.

## Testo

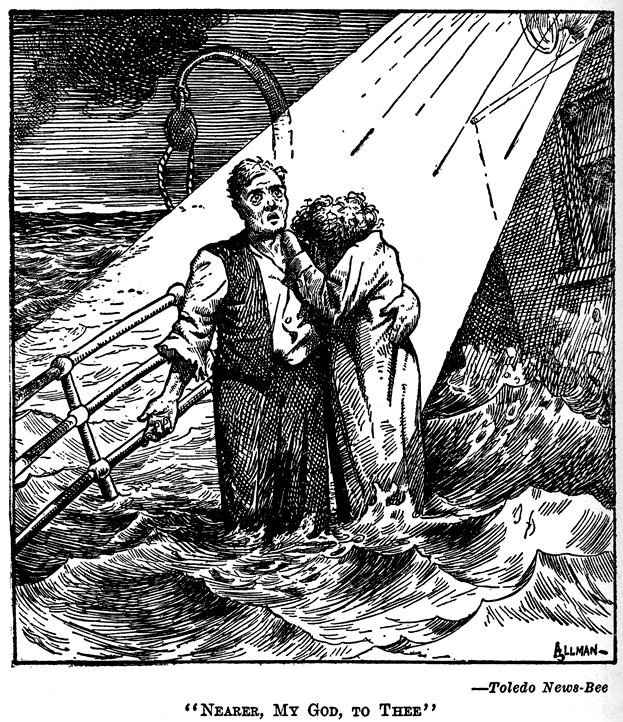
Vignetta del 1912.

Il testo originale dell'inno è il seguente. Il sesto verso inizialmente non era presente e fu aggiunto successivamente dal vescovo di Exeter Edward Henry Bickersteth Jr.:
Nearer, my God, to Thee, nearer to Thee!
E'en though it be a cross that raiseth me;
Still all my song shall be nearer, my God, to Thee,
Coro: Nearer, my God, to Thee, nearer to Thee!
Though like the wanderer, the sun gone down,
Darkness be over me, my rest a stone;
Yet in my dreams I'd be nearer, my God, to Thee,
Nearer, etc.
There let the way appear steps unto heav'n;
All that Thou sendest me in mercy giv'n;
Angels to beckon me nearer, my God, to Thee,
Nearer, etc.
Then with my waking thoughts bright with Thy praise,
Out of my stony griefs Bethel I'll raise;
So by my woes to be nearer, my God, to Thee,
Nearer, etc.
Or if on joyful wing, cleaving the sky,
Sun, moon, and stars forgot, upwards I fly,
Still all my song shall be, nearer, my God, to Thee,
Nearer, etc.
There in my Father’s home, safe and at rest,
There in my Saviour’s love, perfectly blest;
Age after age to be, nearer my God to Thee,
Nearer, etc.

## Versione italiana
Di seguito, i versi della versione italiana:
Più presso a te, Signor,
venir vogl’io,
e il grido del mio cor
lo ascolta, o Dio!
Nei foschi dì del duol,
allor ch’io soffro sol,
mi guidi ognor la fé
più presso a Te!
Più presso a te, Signor,
venir vogl’io,
niun vede il mio dolor,
tu il vedi, o Dio.
Tu, che ogni ben verace
puoi darmi, dà la pace,
e pace v’ha per me
più presso a Te!
Più presso a te, Signor,
venir vogl’io,
entro il divin tuo Cor
nascondo il mio.
Il Tuo potente Amor
dà gioia al mio dolor;
s’arrende la mia fé
più presso a Te!